# Inge l'Ancien
Inge l'Ancien (en suédois : Inge den äldre), dit aussi Inge Ier, est roi de Suède de 1079 à 1084 et de 1087 à 1105/1110. Frère cadet d'Halsten Ier, il est peut-être rétabli roi après le décès de son frère.

## Règne
Selon l'Heimskringla et la Saga de Hervor et du roi Heidrekr, il succède sur l'ensemble de la Suède à Håkan le Rouge.
Bien qu'il ait épousé, selon les sagas, Maer, une sœur du païen Sven le Sacrificateur, Inge est beaucoup moins prudent que son père Stenkil en matière de religion. Il supprime en effet brutalement les sacrifices sanglants rituels, les Blóts, et ordonne à tout le peuple de se faire baptiser et de payer la dîme au clergé. Les Svear rassemblés à Uppsala lui intiment l'ordre de maintenir les anciens rites ou de se démettre. Devant son refus, ils l'accablent de pierres et selon Adam de Brême, il aurait alors quitté l'assemblée en « exultant d'avoir été jugé digne de souffrir cette injure au nom de Jésus ».
Vers 1084, une formidable réaction des païens menés par son beau-frère, le sacrificateur « Blot-Sven », l'oblige à abandonner son trône. Après trois ans d'exil au Västergötland, Inge sort de sa retraite, avec ses gardes du corps il traverse le Småland et l'est du Götaland pour venir en Svealand, et attaquer son adversaire à l'improviste. Un matin, il encercle la résidence de Thjof, l'un de ses partisans où il séjournait et y met le feu. Tous les occupants sont brûlés vifs, Sven le Sacrificateur parvient cependant à s'échapper du brasier mais il est tué dans sa fuite,.
Vers 1100, le Götaland est envahi par le roi Magnus III de Norvège. Ces incursions se terminent par deux combats dans les environs de Foxerne qui, selon la saga dédiée au roi norvégien, se concluent par de grands massacres de « Götar » et la soumission au moins temporaire à l'envahisseur d'une partie du Västergötland.
L'année suivante en 1101, afin de régler ces conflits territoriaux endémiques qui les opposaient, les trois rois scandinaves, Inge Ier de Suède, Magnus III de Norvège et Éric Ier organisent une conférence de paix à Konungahella (Kungahälla (sv)) à la frontière de leurs États. Un accord est conclu et à cette occasion Margaret, une fille d'Inge, épouse Magnus III. La sagesse du roi Inge lui assure une fin de règne heureuse et l'on entendait ses sujets proclamer : « Magnus est vigoureux, Eric est beau, Inge est aussi vigoureux et aussi beau qu'eux mais il est plus sage encore ! ». Selon la Saga de Hervor et du roi Heidrekr, le roi Inge mourut de maladie sans doute vers 1105/1110. Il est inhumé dans l'abbaye de Vreta, fondée avec sa seconde épouse sous le pontificat du pape Pascal II.

## Union et postérité
Inge Ier épousa peut-être en secondes noces une princesse Elin, souvent confondue avec Hélène de Skövde, avec qui il eut trois filles. Les prénoms d'origine grecque de l'épouse et des trois filles du roi Inge, laissent penser que leur mère Elin (Hélène) pourrait être une chrétienne de rite oriental, peut-être princesse russe varègue :
- Kristina, la fille aînée du roi Inge Ier, avait épousé en 1095 Mstislav Ier Harald, le prince de Kiev qui suivait ainsi une vieille tradition d'alliance avec les Varègues suédois. La « Genealogia Regum Danorum », établie en 1194 pour son arrière-petite-fille Ingeburge de Danemark, reine de France, précise que cette Kristina, grand-mère du roi Valdemar Ier, « filia fuit Ingonis Suevorum regis et Helena regina »[9] (de Valdemar viennent aussi la suite des rois de Danemark et Richeza, mariée à Éric X de Suède) ; dans la descendance de Mstislav et Christine on trouve également la suite des Grands-princes de Kiev ou bien des rois de Norvège (cf. Christina de Norvège) ;

- Katarina la seconde fille du roi Inge Ier avait été mariée avec le prince Björn Jernsida de Danemark, petit-fils du roi Éric Ier : leur fille Christine épouse Éric le Saint, d'où Knut, père d'Éric X ;

- Margrete, sa 3e fille surnommée « Fredkulla » (Vierge de la Paix) lorsqu'elle épouse le roi Magnus III de Norvège pour confirmer l'accord conclu avec le roi de Norvège en 1101. Elle épouse ensuite le roi Niels[10], d'où Magnus Ier de Suède, père de Knut V de Danemark.

Inge Ier l'Ancien fut également le père d'un prince :
- Rögnvald ou Ragnvald que l'on peut identifier sans certitude avec le roi Ragnvald Ier qui régna brièvement vers 1125 mais qui fut lui-même le père de la princesse Ingrid Rögnvaldsdotter.

## Sources
- Régis Boyer (traduction et présentation), La saga de Hervor et du roi Heidrekr : « Du Roi Ingi Steinkelsson », Paris, Berg International, 1988 (ISBN 978-2900269534), Chapitre XVI.
- Jean Renaud (traduction et présentation), Saga des Orcadiens, Paris, Aubier, 1990, 332 p. (ISBN 2700716426).
- Lucien Musset, Les Peuples scandinaves au Moyen Âge, Paris, Presses universitaires de France, 1951, 342 p., in-8o (OCLC 3005644).
- Ingvar Andersson, Histoire de la Suède… des origines à nos jours, Éditions Horvath, Roanne, 1973.
- Ragnar Svanström et Carl Fredrik Palmstierna, Histoire de Suède, Stock, Paris, 1944.